# Донджо
Донджо (итал. Dongio) — деревня и бывшая коммуна в кантоне Тичино, Швейцария. Входит в коммуну Аккуаросса округа Бленио.
Впервые была письменно упомянута в 1188 году как Deuci.
В муниципалитет также входили деревни Мароньо и Мотто. В 1682 году в деревне проживало 532 жителя, численность которых снизилась до 391 в 1808 году. В течение последующих двух столетий численность отличалась стабильностью, достигнув 488 в 1900 году и 423 в 2000 году.
В 2004 году муниципалитет был объединен с другими, соседними муниципалитетами Кастро, Корцонезо, Ларгарио, Леонтика, Лоттинья, Марольта, Понто-Валентино и Пруджаско, чтобы сформировать новый большой муниципалитет Аккуаросса.
Работа в деревне специализирована на производстве часов, например Adriatica, обеспечивает работой значительную часть населения.